# Municipio de Walnut (condado de Marshall, Indiana)
El municipio de Walnut (en inglés: Walnut Township) es un municipio ubicado en el condado de Marshall en el estado estadounidense de Indiana. En el año 2010 tenía una población de 2747 habitantes y una densidad poblacional de 28,1 personas por km².

## Geografía
Según la Oficina del Censo de los Estados Unidos, tiene una superficie total de 97.77 km², de la cual 97,67 km² corresponden a tierra firme y (0,1 %) 0,1 km² es agua.

## Demografía
Según el censo de 2010, había 2747 personas residiendo en el municipio de Walnut. La densidad de población era de 28,1 hab./km². De los 2747 habitantes, el municipio de Walnut estaba compuesto por el 95,74 % blancos, el 0,18 % eran afroamericanos, el 0,47 % eran amerindios, el 0,11 % eran asiáticos, el 1,89 % eran de otras razas y el 1,6 % eran de una mezcla de razas. Del total de la población el 4,04 % eran hispanos o latinos de cualquier raza.